# Mariya Krasávina
Mariya Krasávina (en ruso: Мария Красавина; Sverdlovsk, 3 de agosto de 1990) es una deportista rusa que compitió en escalada, especialista en la prueba de velocidad.
Ganó dos medallas en el Campeonato Mundial de Escalada, oro en 2011 y bronce en 2018, y dos medallas en el Campeonato Europeo de Escalada, plata en 2019 y bronce en 2015. Además, consiguió una medalla de plata en los Juegos Mundiales de 2013.

## Palmarés internacional
| Campeonato Mundial | Campeonato Mundial      | Campeonato Mundial | Campeonato Mundial |
| Año                | Lugar                   | Medalla            | Prueba             |
| ------------------ | ----------------------- | ------------------ | ------------------ |
| 2011               | Arco (Italia)           | Medalla de oro     | Velocidad          |
| 2018               | Innsbruck (Austria)     | Medalla de bronce  | Velocidad          |
| Campeonato Europeo |                         |                    |                    |
| Año                | Lugar                   | Medalla            | Prueba             |
| 2015               | Chamonix (Francia)      | Medalla de bronce  | Velocidad          |
| 2019               | Edimburgo (Reino Unido) | Medalla de plata   | Velocidad          |